# Rocinela lukini
Rocinela lukini là một loài chân đều trong họ Aegidae. Loài này được Vasina miêu tả khoa học năm 1993.